# Усачёв, Александр Юрьевич
Александр Юрьевич Усачёв (род. 26 января 1978, Барнаул) — российский хоккеист, нападающий, тренер.

## Биография
Воспитанник барнаульских клубов «Атлант», тренер С. А. Павлюк и — с 15 лет — «Мотор», тренеры Степанов и В. В. Баскаков. В сезоне 1995/96 в возрасте 17 лет дебютировал в высшей лиге в составе «Мотора». Провёл за команду 8 сезонов, в последнем (2002/03) играл в основном за «Мотор-2». Летом 2003 года уехал в минское «Динамо», но из-за лимита на легионеров в состав не прошёл. Выступал за «Неман» Гродно в чемпионате Белоруссии и ВЕХЛ, провёл один матч за «Химик»-СКА Новополоцк. Из-за рождения сына вернулся в Россию, где играл за «Сокол» Красноярск (2003/04 — 2005/06), «Металлург» Серов (2006/07 — два матча), «Алтай» Барнаул (2006/07 — 2011/12).
Окончил Алтайский государственный педагогический университет (2014—2018) по направлению подготовки Педагогическое образование.
Тренировал студенческую команду «Динамо-Алтай» — серебряный призёр студенческой хоккейной лиги 2016/17, победитель СХЛ 2017/18. В сезонах 2019/20 — 2020/21 — главный тренер «Динамо-Алтай», затем — тренер.